# Elmenhorst/Lichtenhagen
Elmenhorst/Lichtenhagen település Németországban, Mecklenburg-Elő-Pomeránia tartományban. Lakosainak száma 4144 fő (2023. december 31.). Elmenhorst/Lichtenhagen Rostock, Admannshagen-Bargeshagen és Nienhagen községekkel határos.

## Népesség
A település népességének változása:
| Lakosok száma | 3888 | 4136 | 4162 | 4226 | 4243 | 4144 |
|               | 2014 | 2017 | 2019 | 2021 | 2022 | 2023 |